# Prókhorovka

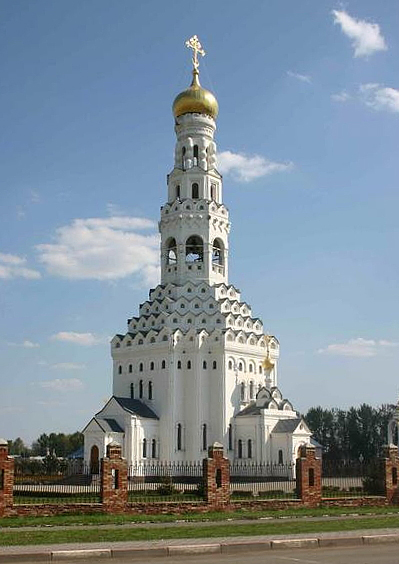
Templet en memòria dels soldats soviètics

Prókhorovka (rus: Про́хоровка) és una ciutat de Rússia,que és el centre administratiu del Districte de Prokhorovski a l'óblast de Bélgorod, es troba a la riba del riu Psyol, al sud-est de la ciutat de Kursk. El 2010 tenia 9.761 habitants.

## Història
L'estiu de 1943, Prókhorovka va ser l'escenari de la batalla de Prókhorovka, una gran confrontació amb tancs durants la batalla de Kursk al front oriental de la Segona Guerra Mundial. S'hi han erigit diferents monuments commemoratius d'aquesta batalla